# Pierre-Simon Laplace
Pierre-Simon Laplace (francès: Pierre Simon Laplace)  (Beaumont-en-Auge, 23 de març de 1749 - París, 5 de març de 1827) fou un brillant matemàtic, astrònom i físic francès. Ja amb 24 anys se l'anomenava "el Newton de França" per alguns dels seus descobriments. És particularment cèlebre per la seva obra que escrigué entre 1799 i 1825, Traité de Mécanique Céleste, la qual, com a autor, sostenia que: «oferix una completa solució al gran problema mecànic que presenta el sistema solar»; va aparèixer en cinc volums i fou publicada a París.
Després d'haver acabat els estudis a la Universitat de Caen, va trobar d'Alembert, reconegut en aquella època pels seus estudis d'astronomia física (moviment i taules de la Lluna; precessió dels equinoccis; treballs sobre la causa de les marees, la dinàmica, etc.) i de matemàtiques (desenvolupament del càlcul integral i diferencial; derivades parcials...), així com per la seva participació amb Diderot a la posada en marxa de l'Encyclopédie. D'Alembert va reconèixer molt ràpidament el talent de Laplace, i li donà suport en les seves investigacions. A més, se'l va nomenar professor de matemàtiques a l'escola militar, per tal que pogués desenvolupar els seus propis estudis.
Laplace va ser un dels primers savis a interessar-se de molt a prop per la qüestió de l'estabilitat a llarg termini del sistema solar. Les interaccions gravitatòries complexes entre el Sol i els planetes coneguts en aquella època no semblaven admetre una descripció analítica simple. A més a més, Newton ja havia pressentit aquest problema després d'haver observat certes irregularitats en el moviment de certs planetes, i en va deduir que una intervenció divina era necessària per a evitar la dislocació del sistema solar. Laplace no es va conformar amb la "intervenció divina", i després d'una sèrie de càlculs molt complicats, va arribar a la conclusió que aquests moviments irregulars eren periòdics, cosa que conferia estabilitat pròpia a les òrbites d'aquests planetes. Com bé va dir el mateix Laplace a Napoleó: "La hipòtesi de l'existència d'un Déu ho explica tot, però no permet predir res".
En la seva segona gran obra, Exposition du système du monde (París, 1796), formulà la "hipòtesi nebular", l'origen de la qual sembla atribuir-la a Buffon; aparentment, desconeixia que Immanuel Kant se li havia avançat parcialment en la seua obra Allgemeine Naturgeschichte (Història general de la natura), publicada el 1755. Laplace va resumir en un cos de doctrina els treballs separats de Newton, Halley, Alexis Claude Clairaut, d'Alembert i Euler sobre la gravitació universal, i va concebre, sobre la formació del sistema planetari, la teoria que duu el seu nom.
Els seus treballs sobre física, especialment els estudis sobre els fenòmens capil·lars i l'electromagnetisme, li van permetre el descobriment de les lleis que duen el seu nom. Es va interessar també per la teoria de funcions potencials, i demostrà que algunes d'aquestes eren solucions d'equacions diferencials.
Laplace va desenvolupar igualment la teoria de la probabilitat en la Teoria analítica de les probabilitats, la introducció de la qual és intitulada Prova filosòfica sobre les probabilitats (1814; els seus primers treballs sobre probabilitat daten del 1771-1774). És destacable el redescobriment després de Bayes de les probabilitats inverses (llei de Bayes-Laplace), avantpassat de l'estadística inferencial. Va ser el primer a publicar el valor de la integral de Gauss. Va estudiar la transformació de Laplace, encara que Heavyside va desenvolupar aquest procediment de manera completa. Així mateix, es va adherir a la teoria de Lavoisier, amb el qual va determinar les temperatures específiques de diverses substàncies amb ajuda d'un calorímetre de la seva pròpia factura.

## Biografia
Es desconeixen alguns detalls de la vida de Laplace, ja que els registres van ser cremats el 1925 amb el castell de la seva descendència a Saint-Julien-de-Mailloc, prop de Lisieux, la llar del seu besnét el comte de Colbert-Laplace. Altres havien estat destruïts abans, quan la seva casa d'Arcueil, prop de París, va ser saquejada el 1871.
Laplace va néixer a Beaumont-en-Auge, Normandia, el 23 de març de 1749, un poble a quatre milles a l'oest de Pont-l'Évêque. Segons WW Rouse Ball, el seu pare, Pierre de Laplace, era propietari i cultivava les petites finques de Maarquis. El seu besoncle, el mestre Oliver de Laplace, havia tingut el títol de Chirurgien Royal. Sembla que d'alumne es va convertir en instructor a l'escola de Beaumont; però, havent obtingut una carta de presentació a d'Alembert, va anar a París per continuar els seus estudis. Tanmateix, Karl Pearson és mordaç sobre les inexactituds del relat de Rouse Ball i afirma:
| « | De fet, Caen era probablement en els temps de Laplace la més activa intel·lectualment de totes les ciutats de Normandia. Va ser aquí on Laplace es va educar i va ser provisionalment professor. Va ser aquí on va escriure el seu primer article publicat al Mélanges de la Royal Society de Torí, Tome iv. 1766–1769, almenys dos anys abans d'anar amb 22 o 23 anys a París el 1771. Així, abans dels 20, va estar en contacte amb Lagrange a Torí. No va anar a París com un camperol autodidacte i només camperol! El 1765, amb setze anys, Laplace va deixar l'"Escola del Duc d'Orleans" a Beaumont i va anar a la Universitat de Caen, on sembla que va estudiar durant cinc anys i va ser membre de l'Esfinx. L'École Militaire de Beaumont no va substituir l'antiga escola fins al 1776. | » |

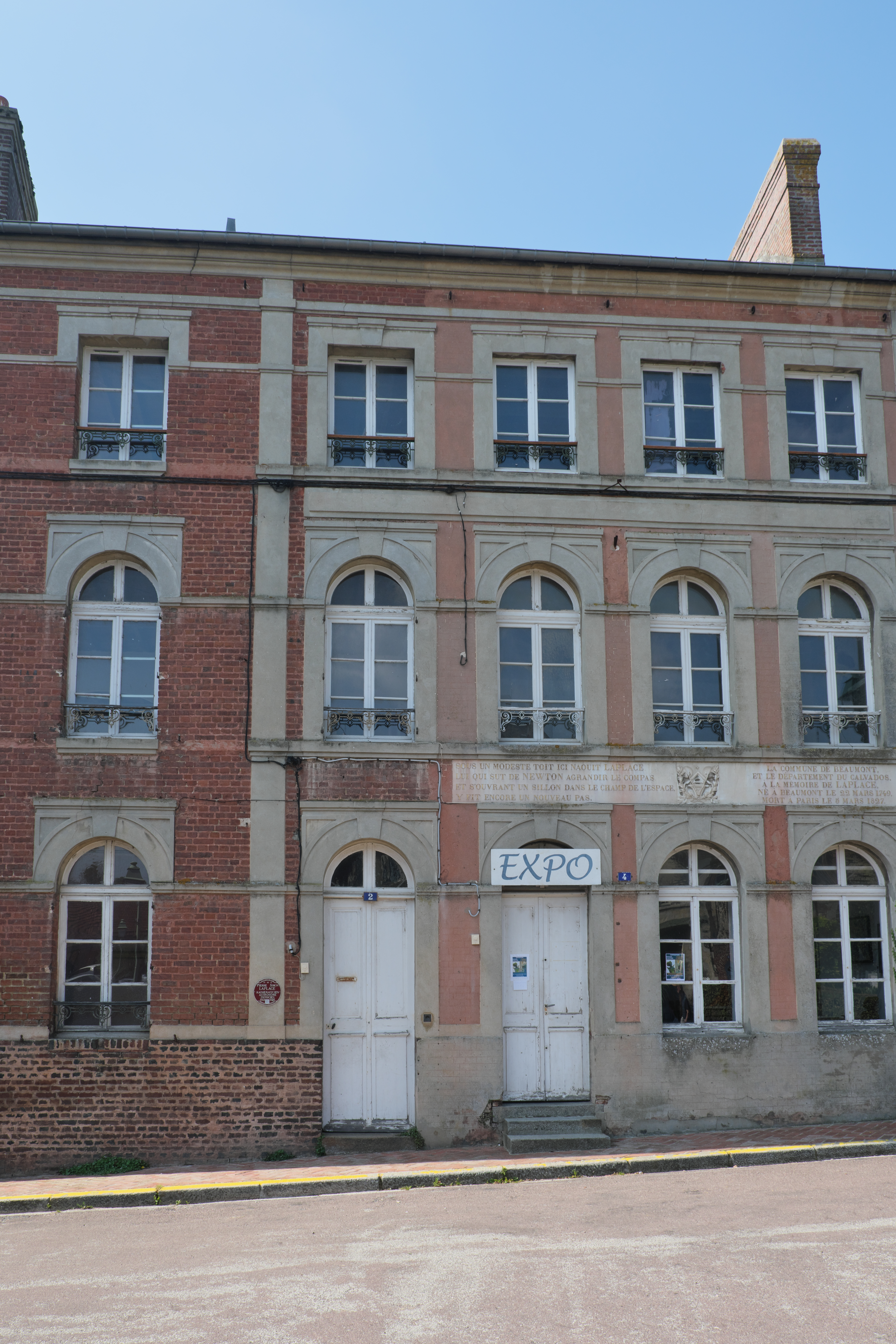
Casa natal de Laplace a Beaumont-en-Auge.

Els seus pares, Pierre Laplace i Marie-Anne Sochon, eren de famílies acomodades. La família Laplace es va dedicar a l'agricultura almenys fins al 1750, però Pierre Laplace sènior també era comerciant de sidra i síndic de la ciutat de Beaumont.
Pierre Simon Laplace va assistir a una escola del poble dirigida en un priorat benedictí, el seu pare tenia la intenció de ser ordenat a l'Església Catòlica Romana. Als setze anys, per afavorir la intenció del seu pare, va ser enviat a la Universitat de Caen a llegir teologia.
A la universitat, va ser mentor per dos professors entusiastes de matemàtiques, Christophe Gadbled i Pierre Le Canu, que van despertar el seu zel per l'assignatura. Aquí la brillantor de Laplace com a matemàtic es va reconèixer ràpidament i mentre encara era a Caen va escriure unes memòries Sur le Calcul integral aux différences infiniment petites et aux différences finies. Això va proporcionar la primera relació entre Laplace i Lagrange. Lagrange era el gran amb tretze anys, i recentment havia fundat a la seva ciutat natal Torí una revista anomenada Miscellanea Taurinensia, en la qual s'imprimien moltes de les seves primeres obres i va ser al quart volum d'aquesta sèrie on va aparèixer el document de Laplace. Aleshores, en reconèixer que no tenia vocació de sacerdoci, va decidir convertir-se en matemàtic professional. Algunes fonts afirmen que aleshores va trencar amb l'església i es va convertir en ateu. Laplace no es va graduar en teologia, però va marxar a París amb una carta de presentació de Le Canu a Jean le Rond d'Alembert, que en aquell moment era al capdamunt en els cercles científics.
Segons el seu besnét, d'Alembert el va rebre força malament, i per desfer-se'n li va regalar un gruixut llibre de matemàtiques, dient que tornés quan l'hagués llegit. Quan Laplace va tornar uns dies després, d'Alembert va ser encara menys amable i no va amagar la seva opinió que era impossible que Laplace hagués pogut llegir i entendre el llibre. Però en interrogar-lo, es va adonar que era cert, i a partir d'aquell moment va prendre Laplace sota la seva cura.
Un altre història diu que Laplace va resoldre d'un dia per un altre un problema que d'Alembert li va plantejar per a la presentació la setmana següent, i després va resoldre un problema més difícil la nit següent. D'Alembert va quedar impressionat i el va recomanar per a un lloc d'ensenyament a l'École Militaire.
Amb uns ingressos segurs i un ensenyament poc exigent, Laplace es va dedicar aleshores a la investigació original i durant els següents disset anys, 1771–1787, va produir gran part del seu treball original en astronomia.

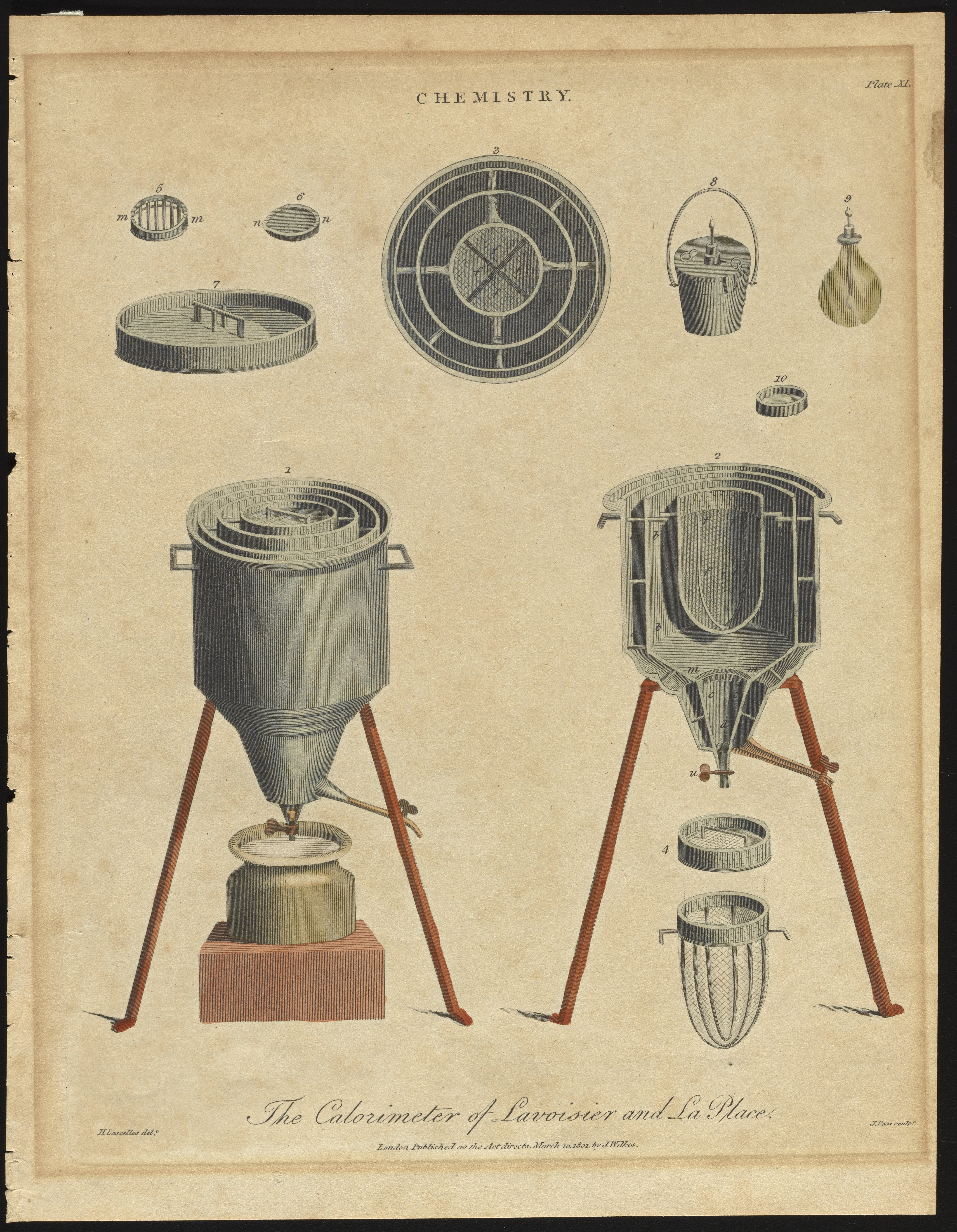
The Calorimeter of Lavoisier and La Place, Encyclopaedia Londinensis, 1801

De 1780 a 1784, Laplace i el químic francès Antoine Lavoisier van col·laborar en diverses investigacions experimentals, dissenyant el seu propi equip per a la tasca. El 1783 van publicar el seu article conjunt, Memoir on Heat, en el qual discutien la teoria cinètica del moviment molecular. En els seus experiments van mesurar la calor específica de diversos cossos i l'expansió dels metalls amb l'augment de la temperatura. També van mesurar els punts d'ebullició de l'etanol i l'èter a pressió.
Laplace va impressionar encara més el marquès de Condorcet, i ja el 1771 Laplace se sentia amb dret a ser membre de l'Acadèmia de Ciències Francesa. No obstant això, aquell any l'admissió va ser a Alexandre-Théophile Vandermonde i el 1772 a Jacques Antoine Joseph Cousin. Laplace estava descontent, i a principis de 1773 d'Alembert va escriure a Lagrange a Berlín per preguntar-li si es podia trobar una posició per a Laplace allà. Tanmateix, Condorcet va esdevenir secretari permanent de l’Acadèmia al febrer i Laplace va ser escollit membre associat el 31 de març, a l'edat 24. El 1773 Laplace va llegir el seu article sobre la invariabilitat del moviment planetari davant de l'Acadèmia de les Ciències. Aquell març va ser elegit a l'acadèmia, lloc on va dirigir la major part de la seva ciència.

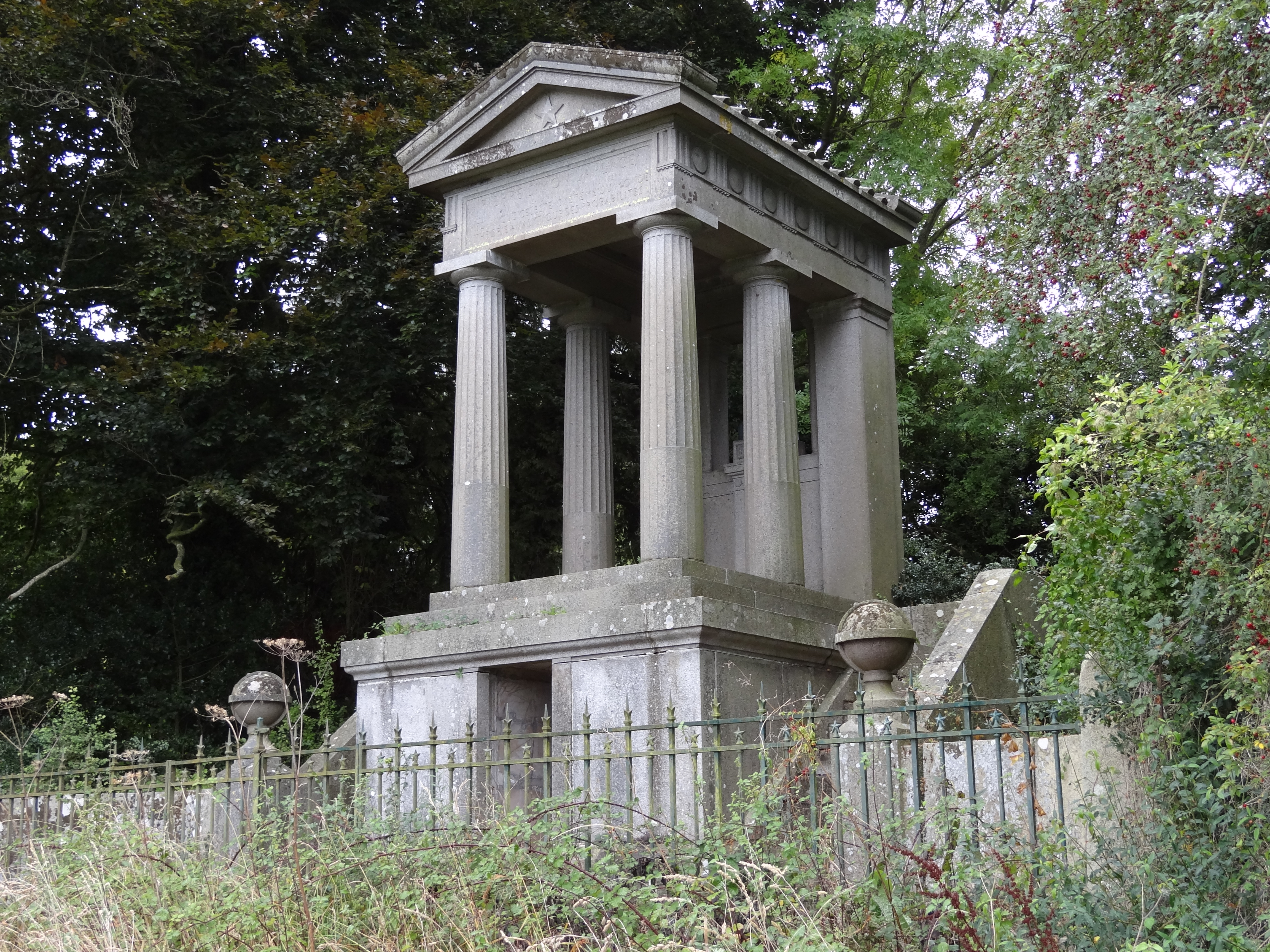
Mausoleu dels Colbert-Laplace a Saint-Julien-de-Mailloc.

El 15 de març de 1788, a l'edat de trenta-nou anys, Laplace es va casar amb Marie-Charlotte de Courty de Romanges, una noia de divuit anys d'una "bona" família de Besançon. El casament es va celebrar a Saint-Sulpice, París. La parella va tenir un fill, Charles-Émile (1789–1874) i una filla, Sophie-Suzanne (1792–1813).
En morir el 1827 va ser enterrat al cementiri del Père-Lachaise, però la seva tomba va ser traslladada el 1878 al cementiri del seu poble natal. Les seves despulles van ser traslladades novament el 1888 al mausoleu dels Colbert-Laplace a Saint-Julien-de-Mailloc.

## Model de Laplace
La seva definició diu que: sigui E un experiment qualsevol i S el conjunt finit dels seus resultats possibles, tal que {\displaystyle S=a_{1},..,a_{k}} si suposem que cada resultat és equiprobable (que cap no en tingui més oportunitats que l'altre), llavors {\displaystyle P(a_{i})=p}. Si volem que P sigui una funció de probabilitat tal que {\displaystyle P(S)=1=\sum _{i=1}^{k}P(a_{i})} llavors {\displaystyle p=1/k}.
Sigui A un subconjunt de S, tal que {\displaystyle A=a_{1},..,a_{r}} llavors {\displaystyle P(A)=\sum _{i=1}^{k}a_{i}\ =r*p=r/k=card(A)/card(S)}